# Haaposaari (ö i Norra Österbotten, Koillismaa, lat 65,96, long 29,27)
Haaposaari är en ö i Finland. Den ligger i sjön Kuusamojärvi och i kommunen Kuusamo i den ekonomiska regionen  Koillismaa ekonomiska region  och landskapet Norra Österbotten, i den nordöstra delen av landet, 700 km norr om huvudstaden Helsingfors. Öns area är 7,7 hektar och dess största längd är 0,6 kilometer i sydöst-nordvästlig riktning.